# Chlorogalum angustifolium
Chlorogalum angustifolium är en sparrisväxtart som beskrevs av Albert Kellogg. Chlorogalum angustifolium ingår i släktet Chlorogalum och familjen sparrisväxter. Inga underarter finns listade i Catalogue of Life.